# Aspidoglossum
Aspidoglossum es un género de fanerógamas de la familia Apocynaceae. Contiene 34 especies. Es originario de África. Se encuentra en Angola, Burundi, República Centroafricana, República del Congo, Etiopía, Kenia, Lesoto, Malawi, Mozambique, Namibia, Ruanda, Sudáfrica (Provincia Oriental del Cabo, Natal, Cabo del Norte, Estado Libre de Orange, Transkei, Transvaal, Western Cape), Sudán, Suazilandia, Tanzanía, Uganda, Zaire, Zambia, Zimbabue. Generalmente en los pastizales húmedos y bosques abiertos; y en afloramientos rocosos o arenosos costeros, desde 10 a 2,800 m s. n. m.

## Taxonomía
El género fue descrito por Ernst Heinrich Friedrich Meyer y publicado en Commentariorum de Plantis Africae Australioris 200. 1838.

## Especies
Tiene 34 especies en 4 secciones: Aspidoglossum, Latibrachium, Verticillus, Virga. 
- Aspidoglossum angustissimum
- Aspidoglossum araneiferum
- Aspidoglossum biflorum
- Aspidoglossum breve
- Aspidoglossum carinatum
- Aspidoglossum connatum
- Aspidoglossum crebrum
- Aspidoglossum delagoense
- Aspidoglossum demissum
- Aspidoglossum difficile
- Aspidoglossum dissimile
- Aspidoglossum elliotii
- Aspidoglossum erubescens
- Aspidoglossum eylesii
- Aspidoglossum fasciculare
- Aspidoglossum flanaganii
- Aspidoglossum glabellum
- Aspidoglossum glabrescens
- Aspidoglossum glanduliferum
- Aspidoglossum gracile
- Aspidoglossum grandiflorum
- Aspidoglossum heterophyllum
- Aspidoglossum hirundo
- Aspidoglossum interruptum
- Aspidoglossum lamellatum
- Aspidoglossum lanatum
- Aspidoglossum masaicum
- Aspidoglossum nyasae
- Aspidoglossum ovalifolium
- Aspidoglossum restioides
- Aspidoglossum rhodesicum
- Aspidoglossum uncinatum
- Aspidoglossum validum
- Aspidoglossum virgatum
- Aspidoglossum woodii
- Aspidoglossum xanthosphaerum